# Als Luise die Briefe ihres ungetreuen Liebhabers verbrannte

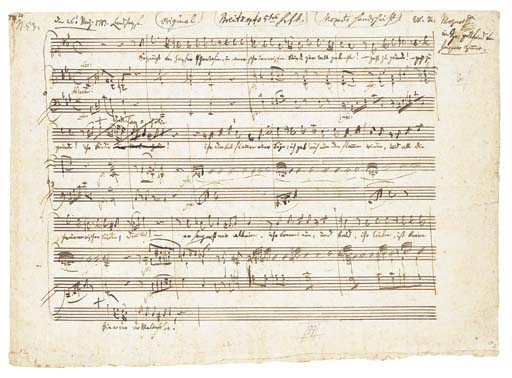
Primera página del autógrafo.

Als Luise die Briefe ihres ungetreuen Liebhabers verbrannte (en alemán, Mientras Luise estaba quemando las cartas de su infiel amante) en do menor, K. 520, es un lied para piano y voz (soprano) de Wolfgang Amadeus Mozart, basado en un poema de Gabriela von Baumberg.

## Historia

### Fecha de composición
Mozart escribió la pieza el 26 de mayo de 1787, cuando acababa de comenzar a componer su ópera Don Giovanni. La canción fue escrita en el distrito vienés de Landstraße, en la habitación de Gottfried von Jacquin (1767–1792), amigo de Mozart y compositor aficionado, que en ese momento tenía la edad de veintiún años.

### Motivo de la composición

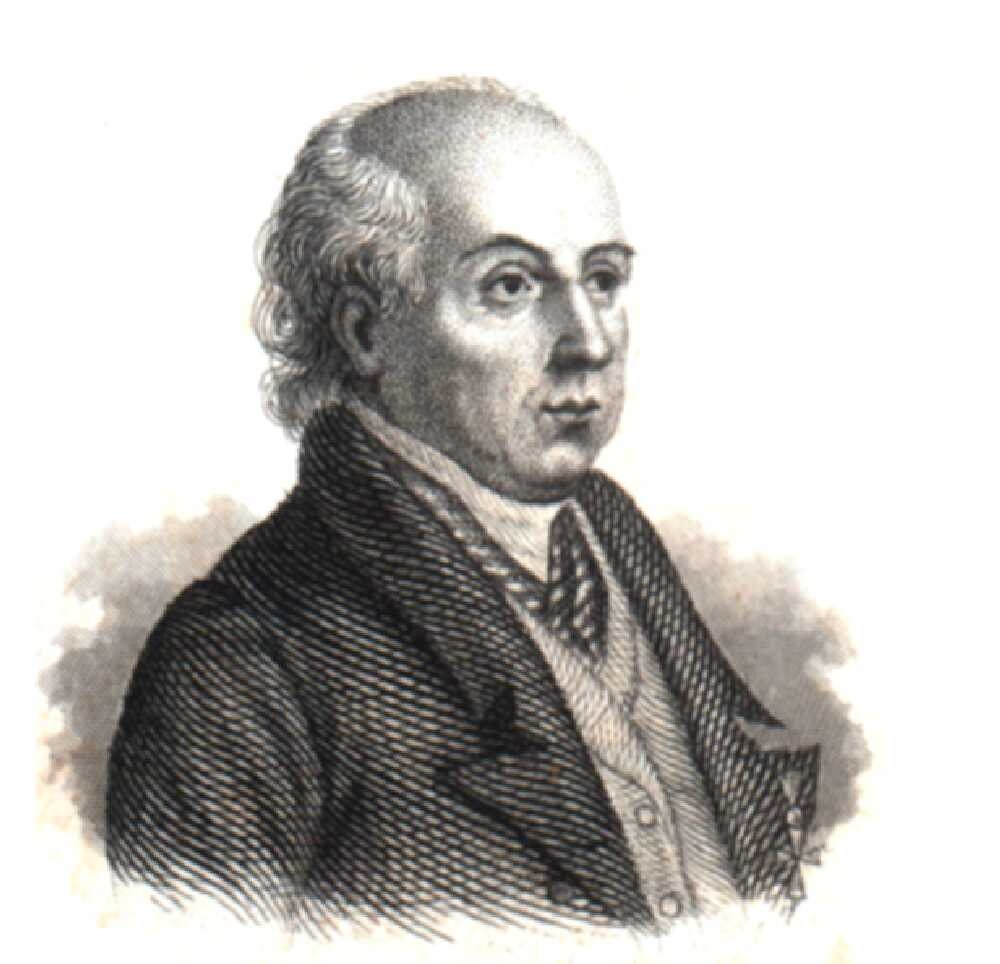
Nikolaus Joseph von Jacquin, padre de Gottfried

El texto de la canción es obra de la poetisa Gabriela von Baumberg (1768–1839), una conocida de Mozart y Jacquin. De hecho, Mozart escribió esta pieza para que Jacquin la utilizase, quien la había copiado —con el conocimiento de Mozart— en un cancionero formado por seis canciones, bajo su propia atribución; las otras cuatro canciones eran de Jacquin. La otra contribución de Mozart para este recopilatorio de canciones de Jacquin fue Das Traumbild (KV 531), obra que el genio de Salzburgo envió a Jacquin desde Praga, donde se encontraba dirigiendo los preparativos de Don Giovanni.
Emil Gottfried Edler von Jacquin fue hijo de Nikolaus Joseph von Jacquin y hermano menor de Joseph Franz von Jacquin; en varias ocasiones, Nikolaus y Mozart ofrecieron juntos conciertos en distintas casas, en los que Nikolaus tocaba la flauta. Gottfried también tenía una hermana menor, Franziska (9 de octubre de 1769–12 de agosto de 1850), que recibió clases de piano de Mozart; en una carta a Gottfried del 15 de enero de 1787, Mozart ensalza su diligencia y aplicación en el estudio. Mozart dedicó un número considerable de sus obras a la familia Jacquin, entre las que cabe destacar el Trío Kegelstatt, el cual fue interpretado por primera vez en casa de la familia Jacquin, en el mes de agosto de 1786, con Mozart al violín, Anton Stadler al clarinete y Franziska al piano.
Gottfried von Jacquin añadió distintas dedicatorias para mujeres vienesas en cada una de las seis canciones que componían el cancionero, que Laurenz Lausch publicó en Viena en 1791, bajo la autoría de Jacquin, quien falleció al año siguiente a los veinticinco años de edad; su familia lo publicó de nuevo alrededor de 1803, a través del editor Johann Cappi, como parte del patrimonio familiar. La dedicatoria que Jacquin añadió a esta pieza (KV 520) fue Dem Fräulein von Altomonte; Sybille Dahms cree que alude a la contralto Katharina von Altomonte, quien cantó —junto a la cuñada de Mozart, Maria Aloysia Lange; el «incomparable» tenor Valentin Adamberger, y el bajo Ignaz Saal— en la interpretación de marzo de 1789 de El Mesías de Händel, en la reorquestación de Mozart. Katharina von Altomonte estaba relacionada presumiblemente con el pintor Bartolomeo Altomonte (1694-1783), que fue célebre por sus pinturas en el techo de muchas iglesias austriacas.

### Reivindicación de la autoría de Mozart
Años después y, puesto que la canción había sido publicada por primera vez bajo la autoría de Jacquin, surgieron dudas acerca de si la pieza era obra de Mozart, como afirmaban algunos expertos, o si, efectivamente, había sido compuesta por el mismo Jacquin. Con el objetivo de poner fin a este debate, el 27 de marzo de 1799, Constanze Mozart escribe lo siguiente a los editores de Breitkopf & Härtel:

En lo que se refiere a las canciones que aparecen más arriba, debo plantearos que las dos: Erzeugt von heisser Phantasie [KV 520] y Wo bist du, bild etc [KV 530] pasaron aquí y, por consiguiente, también es probable que en otros lugares, por obra del hoy difunto Emil Gotfried Edlen v. Jacquin, gran amigo de mi marido. Sin embargo, la partitura original muestra que ambas fueron escritas por mi marido personalmente; una de ellas [KV 520] está escrita incluso de su propia mano, la cual fue compuesta en el domicilio de Jacquin, en la Landstrasse (un suburbio de aquí)...

En consecuencia, Breitkopf & Härtel publicó el KV 520, por primera vez bajo la autoría de Mozart, en el volumen de las Œuvres de  del año 1799; los editores dieron a la canción el título de Unglückliche Liebe.

### Periplo histórico del autógrafo
Después de que Constanze vendiese el autógrafo como parte de una extensa colección al kapellmeister Johann Anton André, el hijo de este, Johann August André, heredó la pieza. Llegó después a manos del embajador de Austria en Berlín, el conde György Esterházy (1809–1856), que posteriormente lo vendió a Louisa Emily Charlotte, esposa de Edward Baring, primer barón de Revelstoke; a su muerte en 1892, pasó a su segunda hija, Margaret, esposa de Charles Spencer, sexto conde de Spencer. Perteneció a la familia Spencer hasta su venta, el 16 de octubre de 1985, como lote 146 en la casa de subastas Christie's, en Londres, en la que Janez Mercun, de Ginebra, la adquirió. El autógrafo regresó de nuevo a Christie's por subasta el 3 de diciembre de 2003, donde fue vendido por 251.650 libras esterlinas.

## El poema
Aunque célebre en su tiempo como «la Safo alemana» y ensalzada por Johann Wolfgang von Goethe, la obra de Gabriela von Baumberg no es muy conocida hoy en día, a pesar de que Franz Schubert pusiese música a seis de sus poemas. Von Baumberg nació el 25 de marzo de 1768 en Linz; contrajo matrimonio con el poeta húngaro János Batsányi, y falleció el 24 de julio de 1839 en su ciudad natal. Escribió este poema probablemente en 1786, cuando tenía dieciocho años de edad, presumiblemente como consecuencia de una experiencia personal.
Mozart halló el poema en el Wiener Musenalmanch auf das Jahr 1786.
| Als Luise die Briefe ihres ungetreuen Liebhabers verbrannte Mientras Luise estaba quemando las cartas de su infiel amante | Als Luise die Briefe ihres ungetreuen Liebhabers verbrannte Mientras Luise estaba quemando las cartas de su infiel amante |
| Alemán | Español |
| --- | --- |
| Erzeugt von heißer Phantasie, In einer schwärmerischen Stunde Zur Welt gebrachte, geht zu Grunde, Ihr Kinder der Melancholie! Ihr danket Flammen euer Sein, Ich geb' euch nun den Flammen wieder, Und all' die schwärmerischen Lieder, Denn ach! er sang nicht mir allein. Ihr brennet nun, und bald, ihr Lieben, Ist keine Spur von euch mehr hier. Doch ach! der Mann, der euch geschrieben, Brennt lange noch vielleicht in mir. | Nacisteis de una fantasía, en el jolgorio y el alboroto vinisteis al mundo, ¡oh, pereced vástagos de la melancolía! Las llamas os hicieron ser, yo os devuelvo ahora a ellas, y todas esas canciones de alegría, ¡ay! que él no cantaba solo para mí. Vosotras, queridas cartas, ahí ardéis, y pronto no habrá rastro de vosotras. ¡Ay! el hombre que una vez os escribió, arderá quizás mucho tiempo en mí. |

## La música
La canción está escrita en compás de compasillo y en la tonalidad de do menor, con una extensión de veinte compases. Como era usual en el período clásico, Mozart escribió la pieza usando la clave de do en primera.
La canción no contiene casi melismas y algunos pasajes proporcionan un elemento considerable de drama operístico. Los acordes arpegiados de la mano izquierda, presentes en los compases 7-10, ilustran tanto las llamas ardiendo como la furia de la cantante por el amante infiel; a continuación, aparecen una serie de pausas y figuras cromáticas, que expresan indecisión y desesperación. La serie ascendente de semicorcheas en Ihr brennet nun, und bald, ihr Lieben, ist keine Spur von euch mehr hier (compases 12-14) regresa a la idea de las ardientes lenguas de fuego y chispas, antes de caer, de nuevo cromáticamente, a la duda por el acto recién cometido (la quema de las cartas) y los persistentes sentimientos de la soprano hacia el amante infiel.
El lenguaje musical de los compases 12-14 se da con frecuencia en las óperas de Mozart para incrementar el efecto emocional; se presenta una voz como de recitativo, que se eleva sobre la progresión dominante menor→dominante mayor→tercera inversión del acorde de séptima→acorde de séptima disminuida→dominante mayor, la cual aparece en las óperas La finta giardiniera (n.º 12 «Numi! che incanto è questo», compases 295–299), Idomeneo (n.º 6 «Vedrommi intorno», compases 52–58), Las bodas de Fígaro (n.º 18 «Hai già vinta la causa!», compases 40–44), y en El rapto en el serallo (n.º 4 «Konstanze, dich wiederzusehen», compases 34–39); en todos estos casos, como ocurre aquí, el efecto se refuerza con indicaciones de sforzando o crescendo.
Mozart hizo tres intentos para distribuir las sílabas de la frase Kinder der Melancholie (los cuales aparecen representados al margen). Tras el primer intento, Mozart cruzó las palabras y las arregló de nuevo ligeramente, dando lugar a la segunda versión; tanto una como otra conferían un énfasis excesivo a la palabra Me-lan-cho-lie (acentuada en la segunda y la cuarta sílabas en alemán). Finalmente, escribió una nueva versión en un hueco libre que quedaba al pie de la hoja: esta versión definitiva acentúa la palabra de la forma más apropiada y, con la eliminación los síncopas que aparecen en versiones anteriores, le confiere un mayor sentimiento de profunda tristeza.
También se cambió el final, el cual consistía en un principio en un acorde de tónica sobre la última sílaba de la línea vocal; Mozart eliminó la doble barra final enfáticamente con ocho compases y añadió el pequeño posludio o coda del piano que pone fin a la pieza, repitiendo la figura inicial.
Alfred Einstein, musicólogo y especialista en la vida y la obra de Mozart, escribió:

[La canción] no es realmente una canción en absoluto, sino una escena concebida dramáticamente, en la que uno no solo siente el carácter ofendido de la muchacha, en el quejumbroso cromatismo en do menor, sino que también ve el fuego en el corazón —una pequeña obra maestra, al mismo tiempo libre y perfectamente acabada.